# Хонингсвог
Хо̀нингсвог (на норвежки: Honningsvåg) е град в Северна Норвегия. Разположен е на остров Магерьоя в северната част на фиорда Пошангерфиорд на Норвежко море, фюлке Финмарк на около 1400 km на север от столицата Осло. Главен административен център на община Нордкап. Има пристанище и летище. Население около 2500 жители към 1 май 2008 г.
Пристанището приема около 100 круизни кораби годишно, по който параметър е на второ място в Норвегия. В града се намира музей на общината.